# Onomasticon (Eusebio di Cesarea)
L'Onomasticon (Περὶ τῶν τοπικῶν ὀνομάτων τῶν ἐν τῇ ϑείᾳ γραϕῇ, «Sui toponimi contenuti nella Sacra Scrittura») di Eusebio di Cesarea fu un'opera composta prima dell’anno 320 d.C., presumibilmente negli anni che vanno dal 292 al 320 d.C.. Successivamente fu tradotta da San Girolamo  negli anni 389-391 d.C.. L’opera originale, andata perduta, si presentava come un vero e proprio repertorio di geografia e topografia, che conteneva, in ordine alfabetico, i nomi geografici biblici corredati da brevi notizie storiche, e che costituiva la quarta parte di un'opera di geografia biblica più vasta. Dalla prefazione dell’Onomasticon, si apprende che Eusebio aveva pubblicato anche alcune opere andate perdute: i Nomi dei popoli della Bibbia, uno scritto sull'antico Israele con la divisione delle Dodici tribù e una Pianta di Gerusalemme e del Tempio. Questo lavoro di Eusebio servì parzialmente alla compilazione dei toponimi presenti nella più tarda carta di Madaba (fine VI o inizio VII secolo d.C.).